# Marie Karolína Josefa Šporková
Marie Karolína Josefa Šporková (15. srpna 1752 Praha – 18. září 1799 Praha) byla česká šlechtična z rodu Šporků (Sporcků).

## Život
Narodila se v Praze do rodiny Jana Karla Šporka a Marie Terezie Josefy z Thürheimu.
Dne 10. září 1770, krátce po svých 18. narozeninách, se provdala za Kristiána Filipa z Clam-Gallase. Oba patřili k milovníkům umění a Clam-Gallasové díky sňatku získali i některé cenné obrazy, mezi něž patří například portrét strýce Marie Karoliny šlechtice Františka Antonína Šporka namalovaný Petrem Brandlem.
Když v roce 1780 vznikla na Clam-Gallasově panství obec Peklo (tehdy německy Hölle), příliš se zakladateli její název nezamlouval. Roku 1784 proto nechal osadu na počest své manželky přejmenovat na „Karolinino Údolí“ (Karolintal). Název vydržel až do roku 1947, kdy se z rozhodnutí ministra vnitra československé vlády Václava Noska vrátil zpět na Peklo.

## Potomci
Manželé Clam-Gallasovi měli celkem šest dětí:
- Kristián Kryštof Clam-Gallas (3. září 1771, Praha – 21. srpna 1838, Planá), nejvyšší maršálek Českého království, prezident Společnosti vlasteneckých přátel umění 1830–1838, manž. 1797 Josefína z Clary-Aldringenu (9. července 1777, Praha – 12. prosince 1828, Liberec)
- Ferdinand Clam-Galllas (* 15. srpna 1773)
- Marie Aloisie Clam-Gallas (8. října 1774 – 27. února 1831, Praha), manž. 1805 Vincenc z Auerspergu (31. srpna 1763 – 4. června 1833)
- Fridrich Clam-Gallas (* 25. října 1775)
- Johanna Clam-Gallas (20. listopadu 1778, Praha – 16. října 1810, Rokycany), manž. 1800 Zachariáš Václav Erasmus Koc z Dobrše (26. března 1773, Praha – 30. června 1857, Heiligenkreuz)
- Aloisia Clam-Gallas (9. července 1781, Praha – 19. července 1822, Horpács, Nógrád), manž. 1801 Lajos Széchenyi (6. listopadu 1781, Horpács, Nógrád – 7. února 1855, Vídeň)